# تلما لیدز
تلما لیدز (انگلیسی: Thelma Leeds؛ ‏ ۱۸ دسامبر ۱۹۱۰ – ۲۷ مهٔ ۲۰۰۶) بازیگر اهل ایالات متحده آمریکا بود.
از فیلم‌هایی که وی در آن‌ها نقش داشته‌است، می‌توان به شهره شهر نیویورک اشاره نمود.